# Radio:ACTIVE
Radio:ACTIVE är poprock/poppunk-gruppen McFlys fjärde album, vilket också är det första med deras eget skapade skivbolag, Super Records efter att ha lämnat Island Records. Första singeln från albumet är hitlåten One For The Radio, den andra Lies och den tredje Do Ya. Albumet släpptes 20 juli 2008. Producenterna är Danny Jones och Jason Perry.
Albumet sålde platinum i Brasilien, ca 60 000 kopior. I Storbritannien gav de ut ca 2,4 miljoner kopior gratis med UK Mail On Sunday. 

## Låtlista
1. "Lies" - 3:46 (T. Fletcher, D. Jones, D. Poynter)
2. "One for the Radio" - 3:06 (T. Fletcher)
3. "Everybody Knows" - 3:15 (T. Fletcher, D.Poynter, J.Bourne)
4. "Do Ya" - 2:53 (T. Fletcher, D.Poynter, J.Bourne)
5. "Falling In Love" - 4:29 (D.Jones, T. Fletcher, J. Perry)
6. "POV" - 3:55 (T.Fletcher)
7. "Corrupted" - 3:41 (T. Fletcher, L. Christy, G. Edwards, S. Spock)
8. "Smile" - 3:17 (D. Jones, T. Fletcher, J. Perry)
9. "The End" - 3:44 (T. Fletcher, L. Christy, G. Edwards, S. Spock)
10. "Going Through The Motions" - 3:23 (T. Fletcher, D. Jones, D. Poynter)
11. "Down Goes Another One" - 4:17 (T. Fletcher, D. Jones, D. Poynter)
12. "Only The Strong Survive" - 3:34 (T. Fletcher, J. Perry)
13. "The Last Song" - 4:48 (T. Fletcher, D. Jones, D. Poynter)